# Chironius exoletus
Espèce
Synonymes
- Coluber exoletus Linnaeus, 1758
- Coluber pyrrhopogon Wied, 1824
- Herpetodryas carinatus Cope, 1868
- Zaocys tornieri Werner, 1896

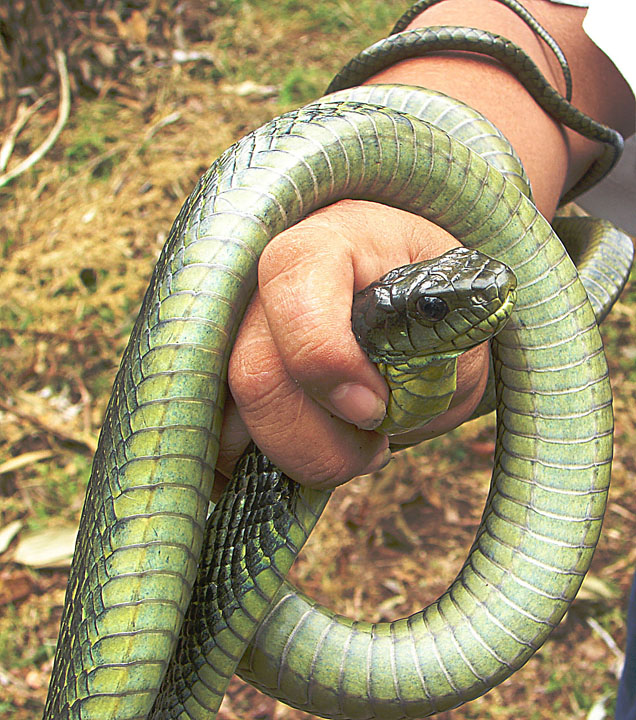

Chironius exoletus  est une espèce de serpents de la famille des Colubridae.

## Répartition
Cette espèce se rencontre :
- dans le nord-est de l'Argentine ;
- en Bolivie ;
- dans le sud-est du Brésil ;
- dans le sud-est de la Colombie ;
- au Costa Rica ;
- en Équateur ;
- au Guyana ;
- en Guyane ;
- au Panama ;
- dans l'est du Pérou ;
- au Surinam ;
- dans le Sud-Est et l'Est du Venezuela.

## Publications originales
- Linnaeus, 1758 : Systema naturae per regna tria naturae, secundum classes, ordines, genera, species, cum characteribus, differentiis, synonymis, locis, ed. 10 (texte intégral).
- Wied-Neuwied, 1824 : Verzeichniss der Amphibien, welche im zweyten Bande der Naturgeschichte Brasiliens vom Prinz Max von Neuwied werden beschrieben werden. Isis von Oken, vol. 14, p. 661-673 (texte intégral).
- Werner, 1896 : Zweiter Beitrag zur Herpetologie der indo-orientalischen Region. Verhandlungen der Kaiserlich-Königlichen Zoologisch-Botanischen Gesellschaft in Wien, vol. 46, p. 6-24 (texte intégral).